# Chrysodeixis includens

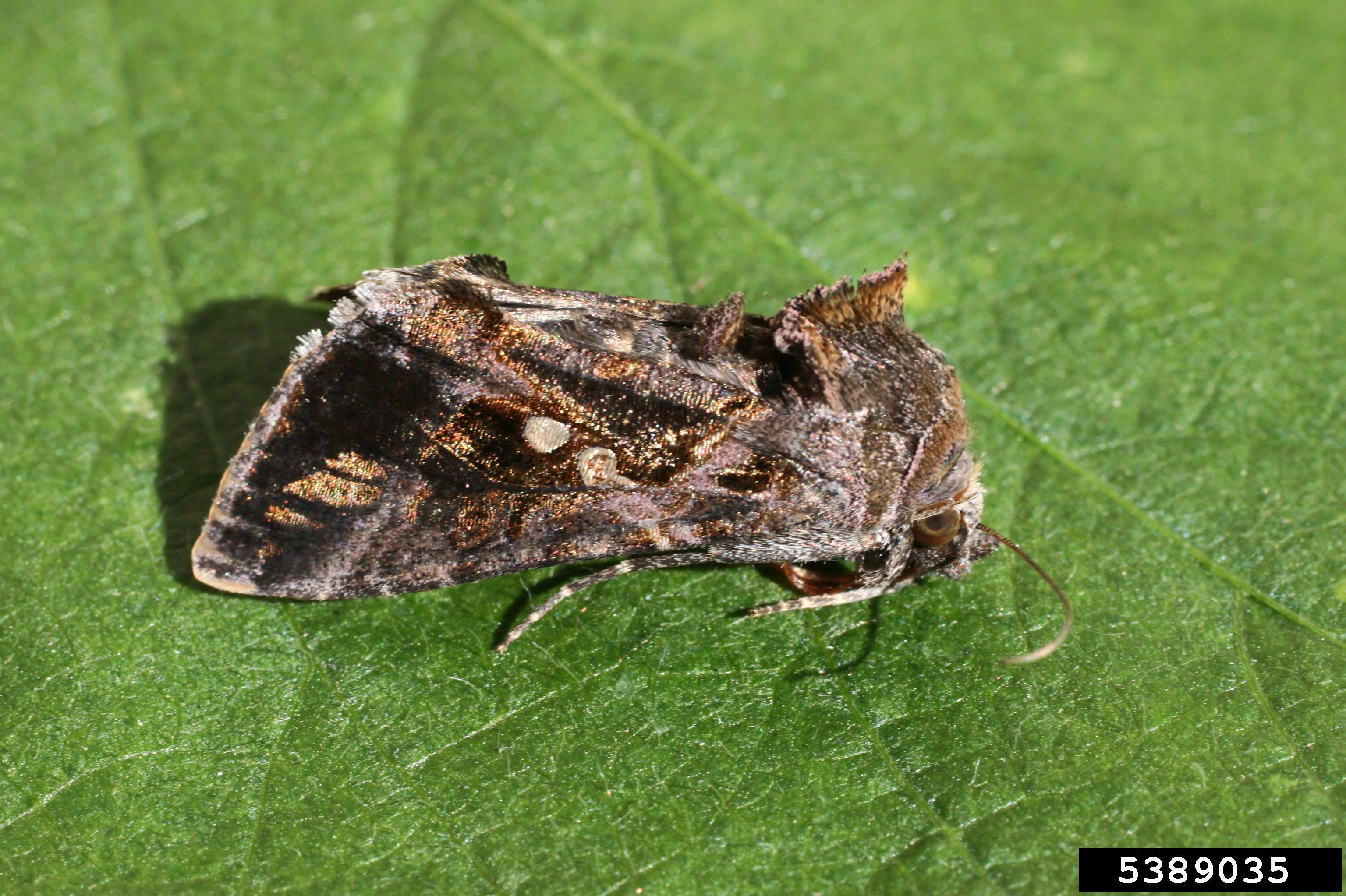
Chrysodeixis (Pseudoplusia) includens

A lagarta Falsa-Medideira Chrysodeixis (Pseudoplusia) includens é uma mariposa da família Noctuidae, considerada hoje uma das mais sérias associadas às plantações de soja no Brasil. Era anteriormente chamada de Pseudoplusia includens, tendo sido realocada recentemente de gênero por conta de filogenia molecular.

## Biologia
Como outros insetos lepidópteros, possuem desenvolvimento com metamorfose completa, incluindo ovo, lagartas, pupa (crisálida) e adultos. As mariposas adultas são marrom-acinzentadas, ostentando duas manchas prateadas no primeiro par de asas; quando em repouso, suas asas formam um ângulo de cerca de 90 graus. O acasalamento ocorre à noite, e cada fêmea coloca de 300 a 1000 ovos. Seus ovos são redondos, medindo cerca de 5 mm de diâmetro, de coloração creme-clara logo após a oviposição, escurecendo a um tom marrom-claro mais próximo à eclosão. São geralmente colocados isoladamente sob as folhas. Eclodem depois de cerca de 2,5 dias. As lagartinhas recém nascidas são verde-claras com listras longitudinais brancas e algumas pontuações pretas bem marcantes. Normalmente, o desenvolvimento desta espécie passa por 6 ínstares larvais, o que leva cerca de 30 dias. As lagartas maiores chegam a 40 a 45 mm de comprimento, variando em coloração entre o verde e o marrrom, principalmente a depender do que se alimenta. As lagartas possuem apenas dois pares de falsas pernas abdominais, assim movimentando-se arqueando o corpo “medindo palmos”. Ao empupar, a lagarta costuma tecer uma teia, em geral na face abaxial das folhas. Esta pupa varia de amarelo-pálida para verde-clara, escurecendo com o desenvolvimento, que pode levar até 10 dias.

## Importância econômica
Geograficamente, C. includens limita-se ao Hemisfério Ocidental, desde o norte dos Estados Unidos até o sul da América do Sul, e na Austrália. No Brasil, são encontrada nas regiões Norte, Nordeste e Centro-Sul do país.
Suas lagartas são polífagas, isto é, possuem a capacidade de alimentar-se de uma ampla variedade de culturas vegetais, sendo, no Brasil, registradas de desenvolver em 73 diferentes plantas hospedeiras pertencentes a 29 famílias. Eram observadas sobre feijão, repolho, quiabo, batata-doce, fumo e tomate, e depois registradas também sobre algodão e soja. No Brasil são consideradas pragas também do em girassol, da alface e da couve-flor. De mais importantes, as espécies atacadas foram registradas das famílias Asteraceae, Brassicaceae, Commelinaceae, Euphorbiaceae, Fabaceae, Geraniaceae, Lamiaceae, Lauraceae, Malvaceae, Solanaceae, Verbenaceae, Medicago sativa, Phaseolus polystachios, Glycine max, Gossypium herbaceum, Nicotiana tabacum, Lycopersicum esculentum, Brassica and Lactuca sativa. De todas estas, parece melhor adaptada ao desenvolvimento sobre soja, por demonstrar preferência de oviposição.
Quando jovens, as lagartinhas raspam a superfície das folhas. Depois que ficam maiores, comem o limbo foliar deixando apenas as nervuras, drasticamente afetando a produtividade da lavoura.

## Controle
Recomenda-se o controle imediatamente após a identificação da praga na plantação, com ou sem associação com a lagarta-da-soja. Primariamente faz-se controle químico, podendo-se às vezes recorrer ao controle natural com vespas parasitóides (como Telenomus remus, Trichogramma spp., Copidosoma truncatellum e Campoletis grioti) e fungos entomopatogênicos, como Beauveria bassiana, Metarhizium anisopliae, Nomuraea rileyi. Há estratégias de controle com inoculação do baculovírus do tipo Nucleopolyhedrovirus e com Bacillus thuringiensis. Estes métodos devem ser usados de forma integrada por conta do aparecimento de populações de lagartas resistentes a inseticidas, de forma que o controle químico isoladamente não tem surtido sucesso completo.